# Holina
Přírodní rezervace Holina se nachází v okrese Cheb, asi 2,5 východně od Lázní Kynžvart, asi 5 km severozápadně od Mariánských Lázní, na jižním svahu Slavkovského lesa v nadmořské výšce 640 až 730 metrů.
Rezervace byla vyhlášena pro ochranu zachovalého lesního společenství odpovídajícího původní druhové skladbě Slavkovského lesa. Péčí o přírodní rezervaci je pověřena Správa CHKO Slavkovský les.

## Přírodní poměry

### Geologie

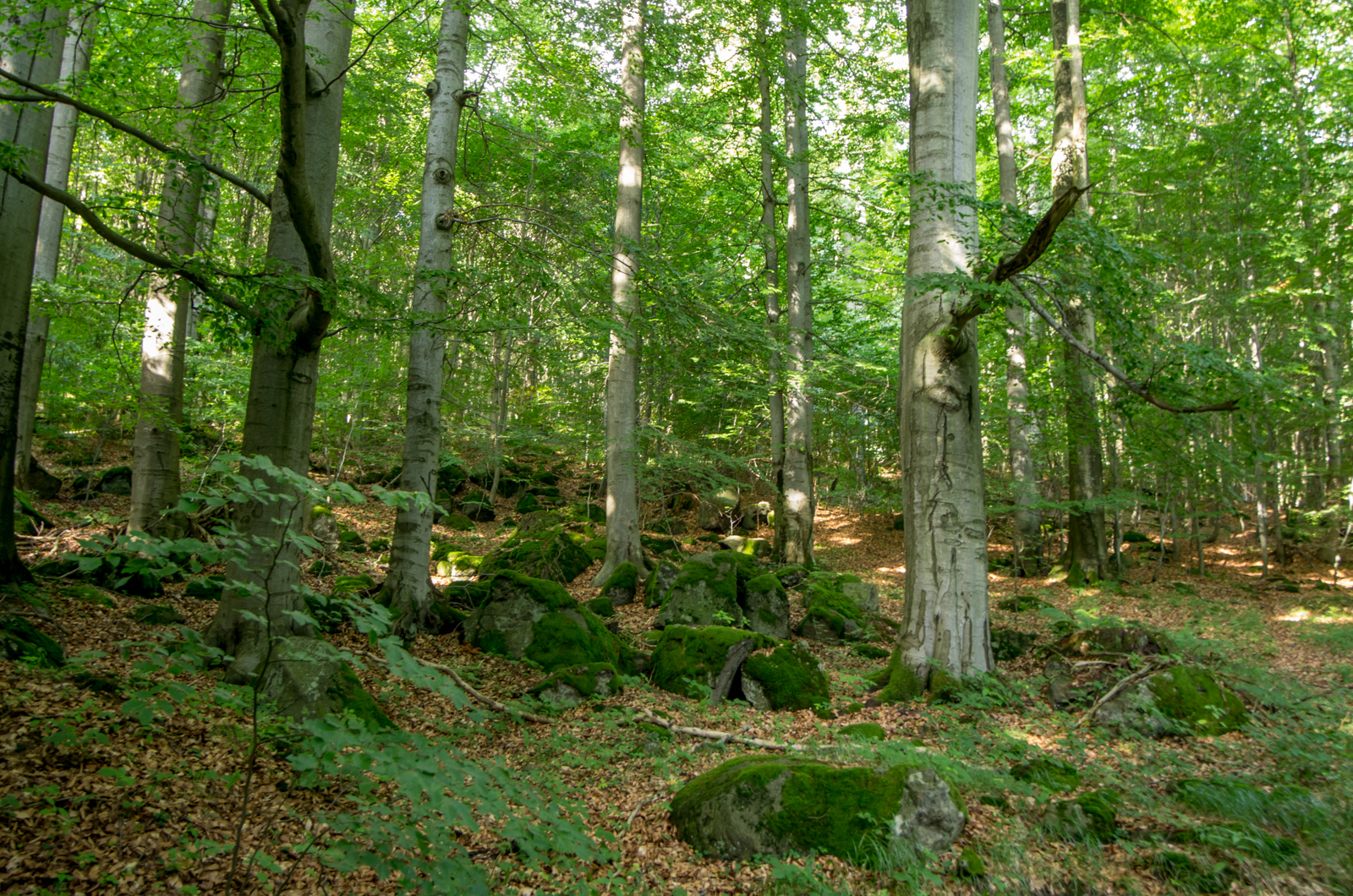
porosty buků v rezervaci

Podloží při západním okraji území je tvoří malý masiv amfibolitů, který vystupuje izolovaně z hlavního mariánskolázeňského metabazitového komplexu, obklopeného autometamorfovanou žulou, která leží pod větší částí rezervace. V žule jsou četné křemenné žíly s jaspisem.

### Flóra a fauna
V lesních porostech různověkých stromů převládá buk lesní (Fagus sylvatica), méně početný je smrk ztepilý (Picea abies), jilm horský (Ulmus glabra), javor klen (Acer pseudoplatanus) a jedle bělokorá (Abies alba).
V bylinném patře se vyskytují některé vzácné druhy, např. kyčelnice devítilistá (Dentaria enneaphyllos), kyčelnice cibulkonosná (Dentaria bulbifera), kruštík širolistý (Epipactis helleborine), hrachor jarní (Lathyrus vernus), vraní oko čtyřlisté (Paris quadrifolia), mokrýš vstřícnolistý (Chrysosplenium oppositifolium), plicník tmavý (Pulmonaria obscura), samorostlík klasnatý (Actaea spicata) a řada dalších. Územím protékají drobné přítoky Rašelinného potoka a na jejich březích roste papratka samičí (Athyrium filix-femina), mokrýš střídavolistý (Chrysosplenium alternifolium), čarovník alpský (Circaea alpina), devětsil bílý (Petasites albus) a místy dominuje rozrazil horský (Veronica montana).
V drobných vodních plochách se hojně rozmnožuje čolek horský (Ichthyosaura alpestris). Na území rezervace hnízdí řada vzácnějších druhů ptáků, například lejsek malý (Ficedula parva), puštík obecný (Strix aluco), krahujec obecný (Accipiter nisus), jestřáb lesní (Accipiter gentilis) a datel černý (Dryocopus martius).